# Plinthocoelium cobaltinum
Plinthocoelium cobaltinum är en skalbaggsart som först beskrevs av Leconte 1873.  Plinthocoelium cobaltinum ingår i släktet Plinthocoelium och familjen långhorningar. Inga underarter finns listade i Catalogue of Life.